# Razzie Awards 2004
La 25ª edizione dei Razzie Awards si è svolta il 26 febbraio 2005, per premiare i peggiori film dell'anno 2004. Le candidature erano state annunciate alcuni mesi prima, il giorno prima delle candidature ai Premi Oscar 2005. Catwoman e Fahrenheit 9/11 sono stati i maggiori vincitori del 2004, con quattro premi ciascuno, incluso peggior film per Catwoman.
I film più premiati dell'anno sono stati Catwoman e Fahrenheit 9/11, mentre i più nominati sono stati Catwoman, candidato a sette premi, seguito da Alexander con sei, Fahrenheit 9/11 e White Chicks con cinque, e Un genio in pannolino 2 con quattro nomination.

## Vincitori e candidati
Verranno di seguito indicati in grassetto i vincitori.
Ove ricorrente e disponibile, viene indicato il titolo in lingua italiana e quello in lingua originale tra parentesi.

### Peggior film
- Catwoman (Catwoman), regia di Pitof
- Alexander (Alexander), regia di Oliver Stone
- Un genio in pannolino 2 (Superbabies: Baby Geniuses 2), regia di Bob Clark
- Natale in affitto (Surviving Christmas), regia di Mike Mitchell
- White Chicks (White Chicks), regia di Keenen Ivory Wayans

### Peggior attore
- George W. Bush - Fahrenheit 9/11 (Fahrenheit 9/11)
- Ben Affleck - Jersey Girl (Jersey Girl), Natale in affitto (Surviving Christmas)
- Vin Diesel - The Chronicles of Riddick (The Chronicles of Riddick)
- Colin Farrell - Alexander (Alexander)
- Ben Stiller - ...e alla fine arriva Polly (Along Came Polly), Anchorman - La leggenda di Ron Burgundy (Anchorman: The Legend of Ron Burgundy), Palle al balzo - Dodgeball (Dodgeball: A True Underdog Story), L'invidia del mio migliore amico (Envy), Starsky & Hutch (Starsky & Hutch)

### Peggior attrice
- Halle Berry - Catwoman (Catwoman)
- Hilary Duff - Cinderella Story (A Cinderella Story), Nata per vincere (Raise Your Voice)
- Angelina Jolie - Alexander (Alexander), Identità violate (Taking Lives)
- Mary-Kate e Ashley Olsen - Una pazza giornata a New York (New York Minute)
- Shawn Wayans e Marlon Wayans - White Chicks (White Chicks)

### Peggior attore non protagonista
- Donald Rumsfeld - Fahrenheit 9/11 (Fahrenheit 9/11)
- Val Kilmer - Alexander (Alexander)
- Arnold Schwarzenegger - Il giro del mondo in ottanta giorni (Around the World in 80 Days)
- Jon Voight - Un genio in pannolino 2 (Superbabies: Baby Geniuses 2)
- Lambert Wilson - Catwoman (Catwoman)

### Peggior attrice non protagonista
- Britney Spears - Fahrenheit 9/11 (Fahrenheit 9/11)
- Carmen Electra - Starsky & Hutch (Starsky & Hutch)
- Jennifer Lopez - Jersey Girl (Jersey Girl)
- Condoleezza Rice - Fahrenheit 9/11 (Fahrenheit 9/11)
- Sharon Stone - Catwoman (Catwoman)

### Peggior regista
- Pitof - Catwoman (Catwoman)
- Bob Clark - Un genio in pannolino 2 (Superbabies: Baby Geniuses 2)
- Renny Harlin e Paul Schrader - L'esorcista - La genesi (Exorcist 4: The Beginning)
- Oliver Stone - Alexander (Alexander)
- Keenen Ivory Wayans - White Chicks (White Chicks)

### Peggior coppia
- George W. Bush e a scelta tra Condoleezza Rice o la sua capretta - Fahrenheit 9/11 (Fahrenheit 9/11)
- Ben Affleck e a scelta tra Jennifer Lopez o Liv Tyler - Jersey Girl (Jersey Girl)
- Halle Berry e a scelta tra Benjamin Bratt o Sharon Stone - Catwoman (Catwoman)
- Mary-Kate e Ashley Olsen - Una pazza giornata a New York (New York Minute)
- Shawn e Marlon Wayans (al naturale o vestiti da donna) - White Chicks (White Chicks)

### Peggior remake o sequel
- Scooby-Doo 2 - Mostri scatenati (Scooby Doo 2: Monsters Unleashed), regia di Raja Gosnell
- Alien vs. Predator (Alien vs. Predator), regia di Paul W. S. Anderson
- Anaconda - Alla ricerca dell'orchidea maledetta (Anacondas: The Hunt for the Blood Orchid), regia di Dwight H. Little
- Il giro del mondo in 80 giorni (Around the World in 80 Days), regia di Frank Coraci
- L'esorcista - La genesi (Exorcist 4: The Beginning), regia di Renny Harlin

### Peggior sceneggiatura
- Theresa Rebeck, John Brancato, Michael Ferris e John Rogers - Catwoman (Catwoman)
- Oliver Stone, Christopher Kyle e Laeta Kalogridis - Alexander (Alexander)
- Steven Paul e Gregory Poppen - Un genio in pannolino 2 (SuperBabies: Baby Geniuses 2)
- Deborah Kaplan, Harry Elfont, Jeffrey Ventimilia e Joshua Sternin - Natale in affitto (Surviving Christmas)
- Keenen Ivory, Shawn e Marlon Wayans, Andy McElfresh, Michael Anthony Snowden e Xavier Cook - White Chicks (White Chicks)

### Peggior perdente dei nostri primi 25 anni
- Arnold Schwarzenegger, 8 nomination e nessuna vittoria
- Kim Basinger, 6 nomination e nessuna vittoria
- Angelina Jolie, 7 nomination e nessuna vittoria
- Ryan O'Neal, 6 nomination e nessuna vittoria
- Keanu Reeves, 7 nomination e nessuna vittoria

### Peggior film drammatico dei nostri primi 25 anni
- Battaglia per la Terra - Una saga dell'anno 3000 (Battlefield Earth: A Saga of the Year 3000), regia di Roger Christian (2000)
- Il prezzo del successo (The Lonely Lady), regia di Peter Sasdy (1983)
- Mammina cara (Mommie Dearest), regia di Frank Perry (1981)
- Showgirls (Showgirls), regia di Paul Verhoeven (1995)
- Travolti dal destino (Swept Away), regia di Guy Ritchie (2002)

### Peggior film commedia dei nostri primi 25 anni
- Amore estremo - Tough Love (Gigli), regia di Martin Brest (2003)
- Pluto Nash (The Adventures of Pluto Nash), regia di Ron Underwood (2002)
- Il gatto... e il cappello matto (The Cat in the Hat), regia di Bo Welch (2003)
- Freddy Got Fingered (Freddy Got Fingered), regia di Tom Green (2001)
- Leonard salverà il mondo (Leonard Part 6), regia di Paul Weiland (1987)

### Peggior film musicale dei nostri primi 25 anni
- From Justin to Kelly (From Justin to Kelly), regia di Robert Iscove (2003)
- Can't Stop the Music (Can't Stop the Music), regia di Nancy Walker (1980)
- Glitter (Glitter), regia di Vondie Curtis-Hall (2001)
- Nick lo scatenato (Rhinestone), regia di Bob Clark (1984)
- Spice Girls - Il film (Spice World), regia di Bob Spiers (1997)
- Xanadu (Xanadu), regia di Robert Greenwald (1980)

## Statistiche vittorie/candidature
Premi vinti/candidature:
- 4/7 - Catwoman (Catwoman)
- 4/5 - Fahrenheit 9/11 (Fahrenheit 9/11)
- 1/1 - Scooby-Doo 2 - Mostri scatenati (Scooby Doo 2: Monsters Unleashed)
- 0/6 - Alexander (Alexander)
- 0/5 - White Chicks (White Chicks)
- 0/4 - Un genio in pannolino 2 (Superbabies: Baby Geniuses 2)
- 0/3 - Jersey Girl (Jersey Girl)
- 0/3 - Natale in affitto (Surviving Christmas)
- 0/2 - Starsky & Hutch (Starsky & Hutch)
- 0/2 - Una pazza giornata a New York (New York Minute)
- 0/2 - Il giro del mondo in ottanta giorni (Around the World in 80 Days)
- 0/2 - L'esorcista - La genesi (Exorcist 4: The Beginning)
- 0/1 - The Chronicles of Riddick (The Chronicles of Riddick)
- 0/1 - ...e alla fine arriva Polly (Along Came Polly)
- 0/1 - Anchorman - La leggenda di Ron Burgundy (Anchorman: The Legend of Ron Burgundy)
- 0/1 - Palle al balzo - Dodgeball (Dodgeball: A True Underdog Story)
- 0/1 - L'invidia del mio migliore amico (Envy)
- 0/1 - Cinderella Story (A Cinderella Story)
- 0/1 - Nata per vincere (Raise Your Voice)
- 0/1 - Identità violate (Taking Lives)
- 0/1 - Alien vs. Predator (Alien vs. Predator)
- 0/1 - Anaconda - Alla ricerca dell'orchidea maledetta (Anacondas: The Hunt for the Blood Orchid)